# Can Xercavins (Cerdanyola del Vallès)
Can Xercavins és una masia de Cerdanyola del Vallès (Vallès Occidental) inclosa a l'Inventari del Patrimoni Arquitectònic de Catalunya.

## Descripció
Es tracta d'un conjunt format per diversos cossos amb coberta a una i dos vessants, que en l'actualitat es troba molt modificat. Té l'estructura típica de les masies de la zona, amb portal d'arc de mig punt i finestres rectangulars.

## Història
Hi ha documentació diversa sobre la família Xercavins, propietària del mas, especialment al llarg dels segles XVII i xviii. A principis del segle XX es coneixia amb la denominació de "Mas Castelló".
En l'actualitat s'utilitza com a restaurant. Diverses dependències han estat adaptades per al seu nou ús.